# Пітон строкатий
Пітон строкатий (Morelia spilota) — неотруйна змія з роду ромбічні пітони родини пітони. Має 7 підвидів.

## Опис
Загальна довжина досягає 2,5—3 м. Голова невелика, трикутна, розширена у потиличній частині, добре відмежована шийним звуженням від тулуба. Зіниці вертикальні. Зуби довгі та гострі. Забарвлення темно-коричневе, з великими жовто-помаранчевими плямами неправильно форми, які створюють ефектний контрастний малюнок. Новонароджені пітони мають червоно-коричневий колір.

## Спосіб життя
Полюбляє вологі тропічні ліси. Усе життя проводить на деревах. Активний вночі. Харчується гризунами. Укус хворобливий для людини.
Це яйцекладна змія. Самка відкладає до 50 яєць.
Живуть ці пітони до 20 років.

## Розповсюдження
Мешкаєу у північній Австралії та на о. Нова Гвінея.

## Підвиди
- Morelia spilota cheynei
- Morelia spilota harrisoni
- Morelia spilota imbricata
- Morelia spilota mcdowelli
- Morelia spilota metcalfei
- Morelia spilota spilota
- Morelia spilota variegata